# Saxifraga hausmannii
Saxifraga hausmannii är en stenbräckeväxtart som beskrevs av Kern.. Saxifraga hausmannii ingår i Bräckesläktet som ingår i familjen stenbräckeväxter. Inga underarter finns listade i Catalogue of Life.